# 小行星2250
小行星2250（2250 Stalingrad）是一颗围绕太阳公转的小行星。1972年4月18日，塔瑪拉·斯米爾諾娃在克里米亚发现了此天体。
該小行星以蘇聯的城市史達林格勒命名。
这颗小行星的绝对星等为174.26450等。